# C. S. Lewis
C. S. Lewis (Clive Staples Lewis, privat auch Jack genannt; * 29. November 1898 in Belfast; † 22. November 1963 in Oxford) war ein irischer Schriftsteller und Literaturwissenschaftler. Er lehrte am Magdalen College der University of Oxford und hatte den Lehrstuhl für Englische Literatur des Mittelalters und der Renaissance an der University of Cambridge inne. Vor allem im angloamerikanischen Raum ist er bekannt für seine inzwischen auch verfilmte Kinderbuchserie Die Chroniken von Narnia. Er ist einer der einflussreichsten christlichen Apologeten der Neuzeit.

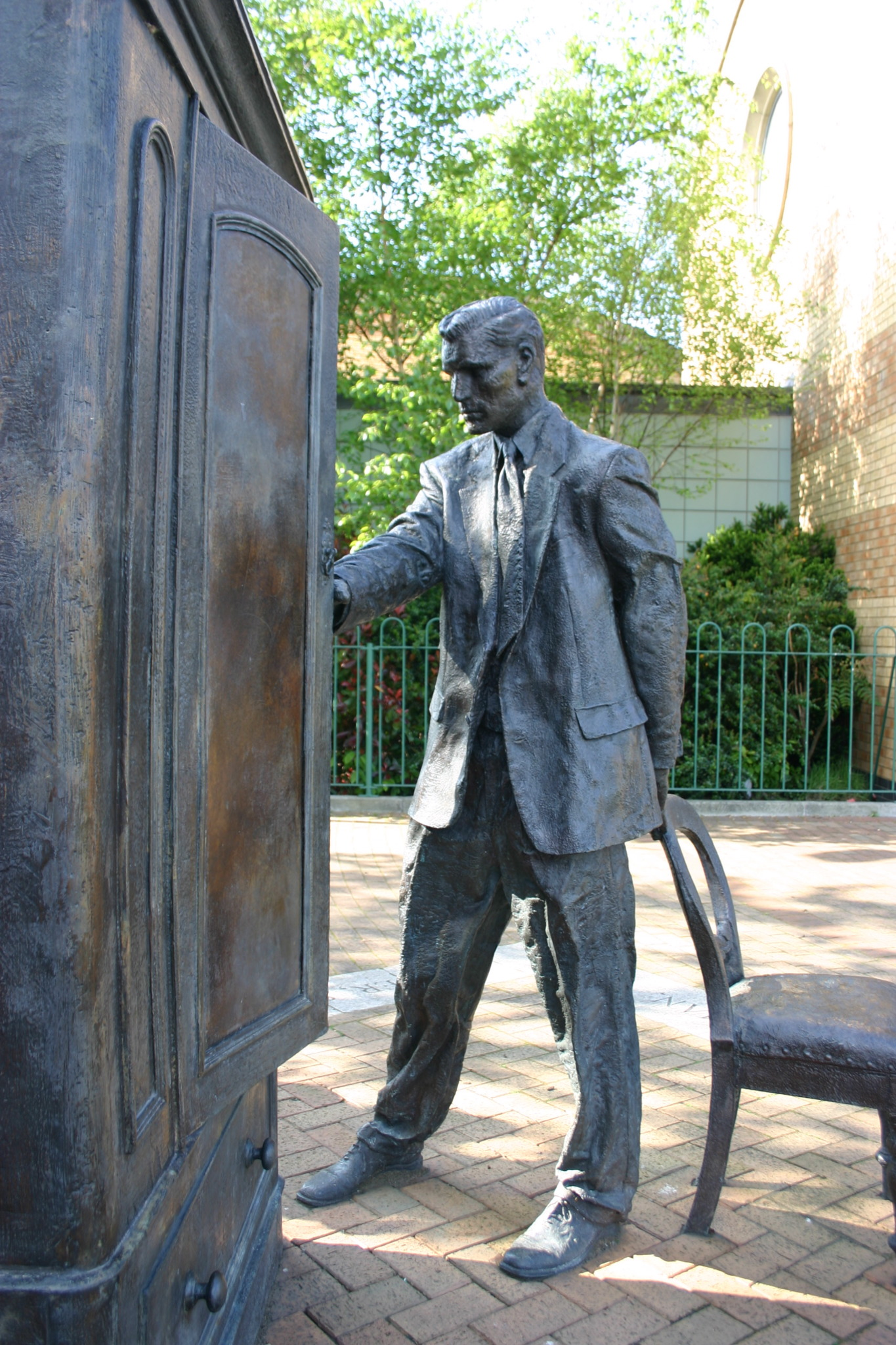
Denkmal für C. S. Lewis von Ross Wilson in Belfast

## Leben

### Kindheit und Jugend
Clive Staples („Jack“) Lewis wurde 1898 im nordirischen Belfast geboren und wuchs dort zusammen mit seinem drei Jahre älteren Bruder Warren („Warnie“) auf. Sein Vater Albert James Lewis hatte als erster seiner Familie einen akademischen Beruf ergriffen, er war Anwalt. Seine Vorfahren stammten aus Wales und waren in der Landwirtschaft tätig. Die Mutter Florence Augusta Hamilton Lewis („Flora“) war Pfarrerstochter und hatte an der Queens-Universität Mathematik und Logik studiert. Die Eltern waren sehr belesen und besaßen eine große Hausbibliothek, die den jungen Jack faszinierte und ihm einen Zugang zur Literatur ermöglichte.
Ein tiefer und traumatischer Einschnitt in Jacks Leben war die Krebserkrankung seiner Mutter im Jahr 1908. Nach anfänglicher Besserung verschlechterte sich ihr Zustand. Sie starb am Geburtstag von Jacks Vater im August 1908, als Jack neun Jahre alt war. Im gleichen Jahr starben auch ein Großvater und ein Onkel. Auch Jacks Vater litt stark durch die Verluste und konnte den Kindern kaum Trost spenden. Lewis schrieb später dazu: „Mit dem Tod meiner Mutter verschwand alles gefestigte Glück, alles Ruhige und Verlässliche aus meinem Leben.“
Sein Vater schickte ihn darauf in britische Internate:
Wynyard School in Watford (September 1908 – Juni 1910), Campbell College in Belfast (September – Dezember 1910), Cherbourg School in Malvern (Januar 1911 – Juni 1913) und Malvern College (September 1913 – Juni 1914). Von 1914 bis 1917 genoss er Privatunterricht bei William Thompson Kirkpatrick, von dessen Klarheit im Denken Lewis sehr profitierte.

### Erster Weltkrieg
Im April 1917 begann er sein Studium der Literae Humaniores am University College in Oxford, musste es jedoch wegen des Ersten Weltkriegs abbrechen und Soldat der britischen Armee werden. In Oxford absolvierte er seine Offiziersausbildung und wurde zum Offizier in das dritte Bataillon der Somerset Light Infantry befördert. An seinem 19. Geburtstag (29. November 1917) kam er an die Front nach Frankreich. Am 15. April 1918 wurde Lewis in Mont-Bernanchon bei Lillers durch Eigenbeschuss (von einer fehlgeleiteten englischen Granate) verwundet und zur Genesung zurück nach England geschickt.

### Universitätslaufbahn
Im Jahre 1919 nahm er seine Studien am University College in Oxford wieder auf. Er legte 1920 die erste öffentliche Universitätsprüfung mit Auszeichnung in Griechisch und Latein, 1922 die Abschlussprüfung in Philosophie und antiker Geschichte und 1923 die erste öffentliche Universitätsprüfung in Englisch ab. Bis Mai 1925 war Lewis Philosophiedozent am University College und erhielt eine Fellowship für englische Sprache am Magdalen College in Oxford, an dem er auch J. R. R. Tolkien kennenlernte.

#### Bekehrung zum Christentum

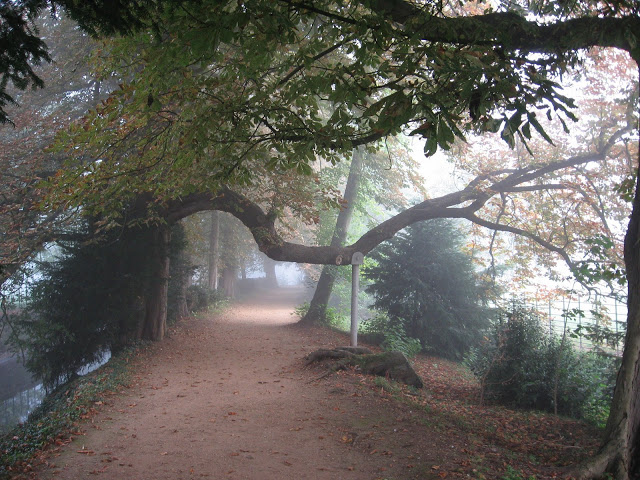
Bei einem Spaziergang mit Tolkien und Dyson am Addison’s Walk am Magdalen College (Oxford) begann Lewis zum Christentum zu konvertieren.

Seit seinem 14. Lebensjahr (1913) bis etwa 1920 war Lewis ein überzeugter Atheist und Materialist gewesen und vertrat die These, dass „nichts je existiert hat oder je existieren wird außer diesem bedeutungslosen Spiel der Atome in Raum und Zeit.“ Ihn verfolgte jedoch hin und wieder die Angst, es könne Geister geben, die seine materialistische Gewissheit zum Einsturz bringen könnten. Er hatte sich dann aber während seines Philosophiestudiums im September 1920 von den Schriften von George Berkeley von der Falschheit des Materialismus überzeugen lassen und wandte sich darauf dem Subjektiven Idealismus zu. Jedoch wechselte er bereits im Oktober zur Philosophie des Realismus, welche er bis Herbst 1921 vertrat. Spätestens im Frühjahr 1922 wandte er sich der pantheistischen Philosophie des Englischen Hegelianismus zu; 1926 dann wieder dem Subjektiven Idealismus, jedoch nach eigener Fassung. Zwischen April und Juni 1929 akzeptierte er jedoch einen personalen Gott (Theismus) und den Gedanken einer Creatio ex nihilo: „Im Trinity Term 1929 lenkte ich ein und gab zu, dass Gott Gott war, und kniete nieder und betete; vielleicht in jener Nacht der niedergeschlagendste und widerwilligste Bekehrte in ganz England.“ Nach einer langen nächtlichen Diskussion mit Tolkien und Hugo Dyson und weiteren Gesprächen auf einem morgendlichen Spaziergang am Folgetag im September 1931 kam Lewis dann zur Schlussfolgerung, dass die Geschichte Jesu Christi ein „wahrer Mythos“ (true myth) sei, was einen entscheidenden Beitrag zu seiner darauf folgenden Bekehrung zum Christentum leisten sollte. Im Oktober des gleichen Jahres schrieb er über jenes Gespräch: „Nun ist die Geschichte von Christus einfach ein wahrer Mythos: ein Mythos, der auf uns genauso wirkt wie die anderen, aber mit dem gewaltigen Unterschied, dass er wirklich passiert ist.“ Am 28. September 1931, einige Tage nach dem Gespräch mit Tolkien und Dyson, unternahm er dann einen Ausflug mit seinem Bruder zum Whipsnade Park Zoo in Bedfordshire, wobei er sich endgültig zum Christentum bekehrte: „Als wir aufbrachen, glaubte ich nicht, dass Jesus Christus der Sohn Gottes sei, und als wir den Zoo erreichten, glaubte ich es.“ Zum Leidwesen des überzeugten Katholiken Tolkien blieb er allerdings in der anglikanischen Kirche, zu der auch seine Vorfahren gehört hatten. Er vertrat allerdings (bis auf seine Ablehnung des päpstlichen Primates) überwiegend auch für Katholiken akzeptable Ansichten.
Ab dem Herbstsemester 1933 bis 1947 traf sich Lewis mit seinem Freundeskreis, den „Inklings“, zu dem auch J. R. R. Tolkien, sein Bruder Warnie, Owen Barfield, Nevill Coghill, Hugo Dyson, Charles Williams und andere gehörten. In den nächsten Jahren wurde Lewis durch seine Vorlesungen, Veröffentlichungen in christlichen Zeitschriften und durch seine Radioansprachen, die von der BBC ausgestrahlt wurden, bekannt. Im Jahr 1948 wurde er zum Mitglied der Royal Society of Literature gewählt und erhielt in den nächsten Jahren drei Ehrendoktorwürden für Theologie und Literatur. Ab 1954 hatte er den Lehrstuhl für Literatur des Mittelalters und der Renaissance in Cambridge inne. 1958 wurde er Ehrenmitglied des University College Oxfords.

### Heirat, späte Jahre
Am 23. April 1956 heiratete Lewis die amerikanische Schriftstellerin Helen Joy Davidman standesamtlich in Oxford, um sie und ihre beiden Söhne vor einer Ausweisung aus England zu bewahren. Erst als er von ihrer Krebserkrankung erfuhr, begann er, sie bewusst zu lieben. Am 21. März 1957 wurde an ihrem Bett im Wingfield Krankenhaus eine kirchliche Trauung nach anglikanischem Ritus durch den Geistlichen Peter Bide durchgeführt, obwohl Joy Davidman geschieden war. In den nächsten Jahren besserte sich ihre Erkrankung zunächst.
Im Juli 1958 fuhr Lewis mit seiner Frau 10 Tage nach Irland in Urlaub, worauf er zehn Vorträge über The Four Loves in London hielt. Joy starb am 13. Juli 1960 im Alter von 45 Jahren, was Lewis in eine tiefe Sinn-, Glaubens- und Lebenskrise stürzte. 1961 verarbeitete er diese Krise auch literarisch in A Grief Observed (deutsch: Über die menschliche Trauer), die er zuerst unter dem Pseudonym N. W. Clerk veröffentlichte.

### Tod

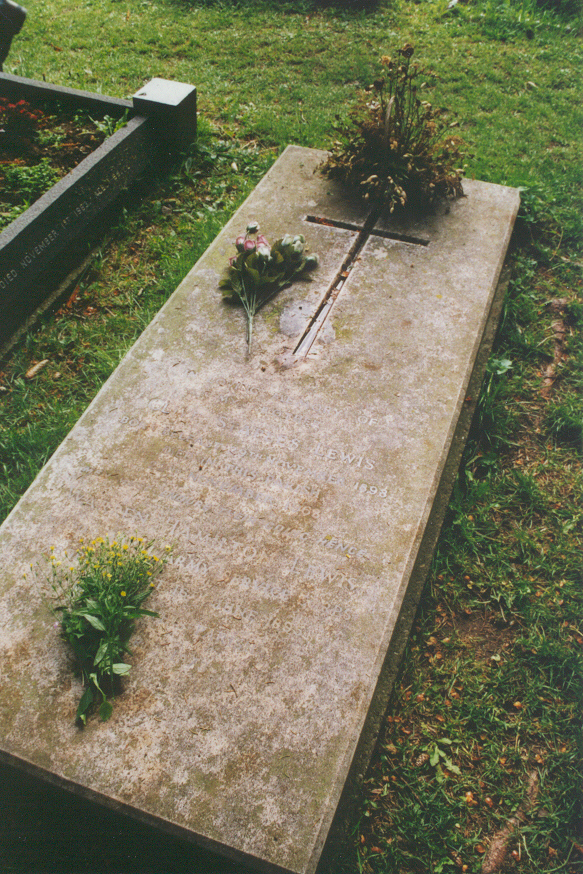
Lewis’ Grab in Oxford

C. S. Lewis starb an den Folgen eines Nierenversagens eine Woche vor seinem 65. Geburtstag am 22. November 1963. In der Presse wurde sein Tod kaum beachtet, weil knapp eine Stunde später das Attentat auf John F. Kennedy stattfand und zudem Aldous Huxley am selben Tag starb.
Das Grab befindet sich im Garten der Holy Trinity Church in Headington Quarry in Oxford. Lewis’ Bruder Warren starb am 9. April 1973. Ihre Namen stehen auf einem gemeinsamen Stein mit der Inschrift, die Warren ausgewählt hatte: Men must endure their going hence („Dulden muss der Mensch sein Scheiden aus der Welt“).

## Werk
C. S. Lewis verfasste neben seinen literaturkritischen Werken bekannte christliche apologetische Schriften sowie die ebenfalls christliche Symbolik verwendende Kinderbuchserie über das Land Narnia (Genre Fantasy) und die Perelandra-Trilogie (Genre Science-Fiction und Fantasy).
Lewis war Mittelpunkt des christlich geprägten Literaturkreises der Inklings und lange Zeit eng mit J. R. R. Tolkien befreundet. Die beiden Autoren beeinflussten sich gegenseitig wesentlich. Später jedoch kühlte diese Freundschaft wegen Tolkiens Kritik an den „Narnia-Chroniken“ ab, in einigen späten Briefen Tolkiens finden sich ausgesprochen heftige persönliche Angriffe auf Lewis. Ein weiterer enger Freund von Lewis war der britische Schriftsteller Charles Williams (1886–1945), der theologische Bücher, Romane, Gedichte und literaturwissenschaftliche Texte verfasste.
Er bezeichnete den schottischen Pfarrer und Schriftsteller George MacDonald (1824–1905) vielfach als sein Vorbild und als seinen „Meister“. Im Buch Die große Scheidung (engl. The Great Divorce) ließ er MacDonald sogar als Charakter auftreten. In seinem Erzählwerk beleuchtete Lewis Fragen christlicher Ethik und Glaubenslehre. Sein Roman Du selbst bist die Antwort (englischer Originaltitel: Till We Have Faces: A Myth Retold) ist eine Version von Amor und Psyche aus der Sicht von Psyches Schwester und gilt einigen Literaturkritikern als sein bestes Werk.
Im Februar 1943 hielt Lewis an der Universität von Durham die Riddell Memorial Lectures, eine dreiteilige Vorlesungsreihe, die später als The Abolition of Man (dt. Die Abschaffung des Menschen) herausgegeben wurde und sein wohl bekanntestes fachliterarisches Werk darstellt. Er kritisierte das angeblich oberflächliche Schulmaterial, das die Schüler zu einer Weltanschauung ohne jegliche objektive Werte führen würde. Die gesammelten Vorträge von Lewis, die die BBC ausstrahlte, wurden unter dem Titel Mere Christianity (dt. Christentum schlechthin bzw. Pardon, ich bin Christ) veröffentlicht. Lewis verfasste zahlreiche Schriften zu theologischen Themen, weil er den Eindruck gewonnen hatte, dass die Berufstheologen die christliche Lehre nicht entschlossen darlegten, sondern voller „Wenn und Aber“.
Lewis hielt es für wichtig, die Existenz einer Hölle konkret ins Auge zu fassen. In Über den Schmerz schrieb er:

„Bei allen Erörterungen über die Hölle müssen wir uns ständig vor Augen halten, daß sie wahrhaft möglich ist – nicht für unsere Feinde, nicht für unsere Freunde (beide trüben den klaren Blick der Vernunft), nein: für uns selbst.“

## Rezeption
Lewis war bereits zu Lebzeiten durch seine Bücher und durch seine populären Radioansprachen eine bekannte Persönlichkeit in Großbritannien. Nach seinem Tod 1963 geriet er vorerst eher etwas in Vergessenheit, weil die junge Generation den Wandel und somit die Distanz zur Kultur der Eltern suchte. Lewis verkörperte für sie die Werte und Haltungen der Vergangenheit, zudem war er bei Gelehrten in Oxford wegen seiner populären Werke nicht sonderlich angesehen. Er hatte vorerst nur wenige Fürsprecher wie die amerikanischen Episkopalisten Chad Walsh und Walter Hooper, der kurz vor Lewis’ Tod sein Privatsekretär geworden war.

## Ehrungen und Auszeichnungen
Seit 1955 war er Mitglied (Fellow) der British Academy. 1956 erhielt Lewis die Carnegie Medaille in Anerkennung des letzten Buches der Narnia-Chroniken The Last Battle (dt. Der letzte Kampf).
Anfang der 1970er Jahre erwarb der britische Verlag William Collins & Sons die Rechte an Lewis’ Werken und verbreitete sie. Ihm kam dabei zugute, dass die Tolkien-Welle in den USA um 1970 ihn und seine Narnia-Kinderbücher erneut populär machte. Vor allem in den USA entstanden literarische Gesellschaften, die das Vermächtnis von Lewis pflegten. Vorreiter war 1969 die New York C.S. Lewis Society, weitere folgten später weltweit. 1974 wurde am Wheaton College bei Chicago das Marion E. Wade Center vom Anglisten Clyde Samuel Kilby zur Erforschung des Lebens und Werks von Lewis gegründet. Ab 1974 erschienen auch fundiertere Biografien und seit 2000 gab Walter Hooper zudem die umfangreiche Korrespondenz (3.500 Seiten) von Lewis heraus.
1993 wurde die Freundschaft und Liebe zwischen C. S. Lewis und Joy Davidman in Richard Attenboroughs Film Shadowlands mit Anthony Hopkins und Debra Winger verfilmt.
2001 wurde der Asteroid (7644) Cslewis nach Lewis benannt. 2017 wurde er postum in die Science Fiction Hall of Fame aufgenommen.
2013 wurde für Lewis ein Gedenkstein in der britischen Krönungskirche Westminster Abbey neben Schriftstellern wie Shakespeare und T. S. Eliot errichtet. Die darauf befindliche Inschrift ist ein berühmtes Zitat des Dichters:

“I believe in Christianity as I believe that the sun has risen: not only because I see it, but because by it I see everything else.”

„Ich glaube an das Christentum, so wie ich glaube, dass die Sonne aufgegangen ist, nicht nur, weil ich sie sehe, sondern weil ich durch sie alles andere sehen kann.“

## Werke